# Zeria fusca
Zeria fusca är en spindeldjursart som först beskrevs av Carl Ludwig Koch 1842.  Zeria fusca ingår i släktet Zeria och familjen Solpugidae. Inga underarter finns listade i Catalogue of Life.